# Ionuț Trocan
Ionuț Angelotti Trocan (sinh ngày 7 tháng 10 năm 1995) là một cầu thủ bóng đá người România thi đấu ở vị trí hậu vệ cho Universitatea II Craiova.